# Craon, Mayenne
Craon là một xã thuộc tỉnh Mayenne trong vùng Pays de la Loire tây bắc nước Pháp. Xã này nằm ở khu vực có độ cao trung bình 40 mét trên mực nước biển.
Sông Oudon chảy qua xã Craon.